# Siteki
Koordinaten: 26° 27′ S, 31° 57′ O
Siteki ist eine Stadt in Eswatini. Sie ist Verwaltungssitz der Region Lubombo und hatte 2013 6.381 Einwohner. Siteki liegt 619 Meter über dem Meeresspiegel im Lowveld westlich der Lebomboberge. Der Ort ist eine Streusiedlung. 
Der Ort wurde vom traditionellen Oberhaupt der Swasi Mbandzeni gegründet. Der Ortsname bedeutet „Hochzeitsort“ und bezieht sich darauf, dass Mbandzeni seinen Soldaten hier die Hochzeit erlaubte.
Siteki liegt an der Fernstraße MR7, von der die MR16 westlich von Siteki abzweigt. Das Good Shepard Hospital befindet sich in Siteki.

## Persönlichkeiten
- Sibusiso Matsenjwa (* 1988), Sprinter